# Österreichischer Bauherrenpreis 2007
Mit dem Österreichischen Bauherrenpreis der Zentralvereinigung der Architekten Österreichs wurden im Jahr 2007 die folgenden Projekte ausgezeichnet:
| Realisierung                                             | Bauherr | Planer                                                   |
| -------------------------------------------------------- | --- | -------------------------------------------------------- |
| Michelehof in Hard                                       | Albert Büchele | Philip Lutz                                              |
| Landessonderschule mit Internat Mariatal in Kramsach     | Amt der Tiroler Landesregierung Abteilung Hochbau Innsbruck mit Dieter Probst | Marte.Marte Architekten                                  |
| Wachzimmer/Help U/Lichtband am Karlsplatz in Wien        | Magistratsdirektion – Geschäftsbereich Bauten und Technik mit Franz Deix, Wiener Linien mit Harald Bertha                                                                                        | Arquitectos ZT KEG mit H. Pretterhofer und D. Spath      |
| Wolkenturm Freilichtbühne im Schlosspark Grafenegg       | Grafenegg Kultur Betriebsges.m.b.H. mit Johannes Neubert, NÖ-Kulturwirtschaft mit Paul Gessl, Schloss Grafenegg Tassilo Metternich-Sándor, Abt. Forstwirtschaft Amt der NÖ-LR mit Reinhard Hagen | ENTERprise-architects mit M.-T. Harnoncourt und E. Fuchs |
| Bildungszentrum Campus Krems der Donau-Universität Krems | Favia GrundstücksvermietungsGmbH | Dietmar Feichtinger Architectes                          |
| Sonderschule in Schwechat                                | Gemeinde Schwechat mit Bürgermeister Hannes Fazekas und Vizebürgermeister Gerhard Frauenberger                                                                                                   | Architekturbüro Fasch & Fuchs                            |